# Мы покорим Манхэттен
«Мы покорим Манхэттен» (англ. We'll Take Manhattan) — британский телефильм Джона Маккея, рассказывающий о внебрачной связи между фотографом Дэвидом Бейли и моделью Джин Шримптон и их недельной фотосессии в Нью-Йорке для Vogue в 1962 году. В фильме снимались Анейрин Барнард в роли Дэвида Бейли и Карен Гиллан в роли Джин Шримптон.

## В ролях
- Анейрин Барнард — Дэвид Бейли
- Карен Гиллан — Джин Шримптон
- Хелен Маккрори — леди Клэр Рендлшем
- Фрэнсис Барбер[англ.] — Диана Вриланд
- Анна Чанселлор — Люси Клэйтон
- Аллан Кордюнер — Алекс Либерман
- Роберт Гленистер — Тед Шримптон
- Алекс Дженнингс — Джон Парсонс
- Наташа Литтл — Пегги Шримптон
- Джозеф Мэй[англ.] — Ларри Шварц

## Трансляция
В Великобритании фильм впервые показан 26 января 2012 года на BBC Four, а в США — 11 февраля 2012 года на Ovation TV.

## Воссоздание съёмок
Создатели фильма использовали различные техники, чтобы воссоздать фотографии с оригинальной съёмки Бейли. По возможности они были воссозданы в одних и тех же или почти идентичных местах на Манхэттене, в то время как другие были воссозданы с использованием реквизита и сгенерированных компьютером изображений.

## Саундтрек
Джазовая музыка Кевином Сарджентом, используется на протяжении всего фильма, отражая любовь Дэвида Бейли к этому жанру. Каждого из главных героев сопровождают специальные темы.

## Отзывы
Драма получила в целом тёплые отзывы, особенно за игру Барнарда, Гиллан и Хелен Маккрори в роли леди Клэр Рендлшем.

## Награды
Фильм получил награду Prix Europa (The European Broadcasting Festival) за лучшую европейскую телевизионную драму в 2012 году.